# Honorata Łukasiewicz
Honorata Łukasiewicz (ur. 1837, zm. 24 września 1897 w Krakowie) – działaczka społeczna, żona Ignacego Łukasiewicza, założycielka szkoły koronkarskiej w Chorkówce.

## Życiorys

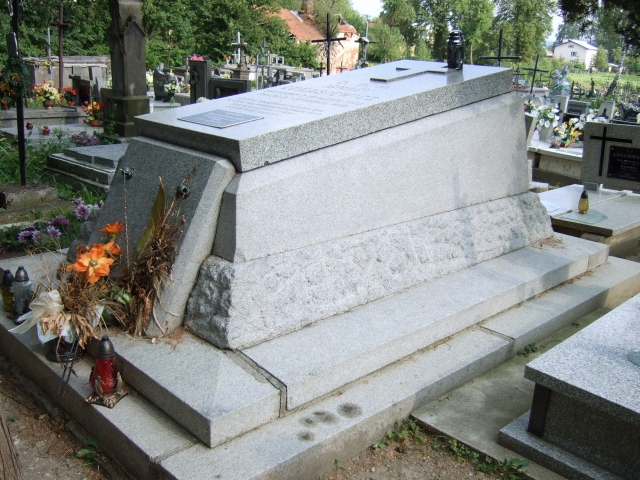
Grób Honoraty i Ignacego Łukasiewiczów w Zręcinie

Honorata Stacherska była córką Emilii, siostry Ignacego Łukasiewicza, i Ernesta Leopolda Dydaka-Stacherskiego herbu Ostoja. Aby móc zalegalizować swój związek, musieli uzyskać zgodę rządu Galicji i papieża. 20 kwietnia 1857 papież Pius IX udzielił im dyspensy i mogli wziąć ślub. Pod koniec 1857 roku Łukasiewiczowie zamieszkali w Jaśle, gdzie dzierżawili aptekę od Romualda Palcha. 1 lutego 1858 urodziła im się córka Marianna, która zmarła w grudniu 1859 roku i została pochowana na Starym Cmentarzu w Jaśle. Łukasiewiczowie przyjęli na wychowanie Walentynę Antoniewicz. Była córką nauczyciela Łukasiewicza. Została ona żoną burmistrza Krosna Modesta Humieckiego. Po zamieszkaniu w 1865 roku w Chorkówce Honorata w 1875 roku założyła tam szkołę koronkarską i zatrudniła nauczycielkę z Poznania. Od stycznia 1876 roku w szkole zaczęło naukę 6 dziewcząt z rodzin chłopskich. W 1880 roku uczyło się w niej 12 dziewcząt. W maju 1880 roku szkoła otrzymała nagrodę za koronki.
Mieszkała w Krakowie na ulicy św. Krzyża 6. Zmarła 24 września 1897 roku. Jej zwłoki zostały przewiezione pociągiem do Zręcina, gdzie została pochowana w grobie rodzinnym.

## Upamiętnienie
- Franciszek Mirandola zadedykował swój debiutancki tomik „pamięci H. Łukasiewiczowej”. Była ona starszą siostrą matki i jego matką chrzestną. Mirandola poświęcił jej dwa wiersze Żałoba oraz Pogrzeb[9].
- w 2019 roku odbyła się premiera filmu Łukasiewicz nafciarz romantyk. Scenariusz oparto na książce Feliksa Jana Szczęsnego Morawskiego Światek Boży i życie na nim. Książka to zapis wywiadu z Ignacym Łukasiewiczem z 1869 roku. Rolę Honoraty w tym dokumencie fabularyzowanym zagrała Dagny Ciora[10].